# Hymir

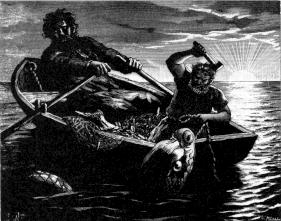
Thor et Hymir à la chasse de Jörmungand.

Hymir (le sombre) est un géant de glace dans la mythologie nordique. Il est l'époux de la géante Hroðr et, selon le poème eddique Hymiskviða, le père du dieu Týr.

## Mythe

### Þórrpêchant leserpent cosmique
Un jour, Þórr prend l'apparence d'un jeune homme et loge une nuit chez Hymir. Le lendemain, alors qu'Hymir se prépare pour aller pêcher, Þórr offre de l'accompagner. Le géant se moque de lui, disant qu'il est trop jeune et trop petit pour l'aider. Furieux, Þórr rétorque qu'il n'est pas sûr d'être le premier à demander que le bateau fasse demi-tour et il est sur le point d'abattre son marteau sur Hymir quand il se souvient de son dessein secret de tester sa force en un autre lieu. Il demande donc à Hymir ce qu'il utilise comme appât. Ce dernier lui disant d'apporter son propre appât, Þórr tranche le cou du plus gros bœuf du troupeau de son hôte. Þórr s'empare le premier des rames et Hymir trouve qu'il les manie avec une grande vigueur. Quand ils atteignent le lieu de pêche, Þórr dit qu'il veut aller plus loin. Quelque temps plus tard, Hymir prévient qu'il est dangereux de poursuivre à cause du serpent cosmique. Þórr répond qu'il continue, ce qui met Hymir au comble de l'anxiété. Quand Þórr pose finalement les rames, il fixe la tête du bœuf au bout d'une ligne et la lance. Au fond de l'eau, le serpent referme sa bouche sur l'appât à l'intérieur duquel se trouve l'hameçon. Il s'accroche au serpent qui donne une violente secousse. À l'autre bout de la ligne, Þórr fait appel à toutes ses forces pour y résister. Il tire si fort que ses pieds passent à travers le fond du bateau et qu'il se retrouve à marcher dans l'eau. Il ramène le serpent mais Hymir panique et devient très pâle. Juste au moment où Þórr lève son marteau pour porter un coup mortel au monstre, Hymir coupe la ligne. Le serpent replonge au fond des mers et Þórr jette son marteau sur lui. Puis, furieux contre le géant, Þórr le pousse par-dessus bord en lui donnant un coup de poing derrière l'oreille pour le faire disparaître à jamais. Quant à Þórr, il regagne le rivage en marchant. 